# جيمس تايلر كينت
جيمس تايلر كينت (بالإنجليزية: James Tyler Kent)‏ هو معالج مثلي ‏ وطبيب أمريكي، ولد في 31 مارس 1849 في نيويورك في الولايات المتحدة، وتوفي في 6 يونيو 1916 في مونتانا في الولايات المتحدة بسبب التهاب الكلى.